# Stelis brevilabris
Stelis brevilabris är en orkidéart som beskrevs av John Lindley. Stelis brevilabris ingår i släktet Stelis och familjen orkidéer. Inga underarter finns listade i Catalogue of Life.